# Witstuithoningeter
De witstuithoningeter (Manorina flavigula) is een zangvogel uit de familie Meliphagidae (honingeters).

## Verspreiding en leefgebied
Deze soort is endemisch in een groot deel van Australië en telt vijf ondersoorten:
- M. f. melvillensis: Melville-eiland (nabij noordelijk Australië).
- M. f. lutea: noordwestelijk Australië.
- M. f. flavigula: binnenlands oostelijk Australië.
- M. f. wayensis: binnenlands westelijk, centraal en zuidelijk Australië.
- M. f. obscura: zuidwestelijk Australië.

## Status
De grootte van de populatie is niet gekwantificeerd maar de soort wordt omschreven als algemeen. Op de Rode lijst van de IUCN heeft deze soort de status niet bedreigd.